# Sphaerularia bombi
Sphaerularia bombi är en rundmaskart som beskrevs av Dofour 1837. Sphaerularia bombi ingår i släktet Sphaerularia och familjen Sphaerulariidae. Inga underarter finns listade i Catalogue of Life.